# Bulbophyllum makoyanum
Bulbophyllum makoyanum é uma espécie de orquídea (família Orchidaceae) pertencente ao gênero Bulbophyllum. Foi descrita por Heinrich Gustav Reichenbach e Henry Nicholas Ridley em 1907.